# André Roy (réalisateur)
Pour les articles homonymes, voir André Roy et Roy.
André Roy est un réalisateur et producteur français né le 12 octobre 1914 au Raincy (Seine-et-Oise) et mort le 23 novembre 1990 à Paris 18e.

## Filmographie

### En tant que producteur
- 1949 : Aux deux colombes de Sacha Guitry
- 1951 : Cœur-sur-Mer de Jacques Daniel-Norman
- 1953 : Le Petit Jacques de Robert Bibal
- 1954 : Gamin de Paris de Georges Jaffé
- 1954 : Opération Tonnerre de Gérard Sandoz

### En tant que réalisateur
- 1957 : Alerte aux Canaries - également producteur
- 1957 : La Blonde des tropiques - également producteur